# Oktroy
Oktroy (maskulinum oder neutrum, auch Oktroi, Octroi, von lateinisch auctoritas „Einfluss, Ansehen“) bezeichnete ursprünglich eine Bewilligung, Genehmigung, die dem oktroyierten Vertragspartner bestimmte Rechte einräumte. In der heutigen Zeit wird das Substantiv nur noch selten benutzt. Eine weitläufige Verwendung findet das Verb oktroyieren. Mit oktroyiert werden Gesetze, Verordnungen oder Maßnahmen bezeichnet, die von Regierungen, Obrigkeiten, Ämtern, Vorgesetzten o. Ä. aufgezwungen werden. Das Wort aufoktroyieren ist ein Pleonasmus – die Vorsilbe ist überflüssig.

## Verwendung

### Oktroiim Französischen
In Frankreich bezeichnete Oktroi an Handelsgesellschaften verliehene Privilegien – daher kommt auch der Begriff oktroyierte Handelskompanien: Es handelte sich dabei um Gesellschaften, denen das Recht des Alleinhandels zugestanden worden war. Später galt es vor allem bestimmten Städten, die vom König bestimmte Befugnisse erhalten hatten. Hierzu zählte insbesondere die Erlaubnis, von in den Ortsbezirk eingebrachten Waren eine Abgabe (denier d’octroi, auch kurz octroi genannt) zu erheben. In diesem Sinne hatte sich der Ausdruck „Oktroi“ in Frankreich und Deutschland Anfang des 20. Jahrhunderts eingebürgert.

### Oktroyierte Köge
Eine weitere Verwendung erfährt der Begriff Oktroy im Zusammenhang mit den sogenannten oktroyierten Kögen in Nordfriesland. Hierbei handelt es sich um Köge, die nicht vom hierfür zuständigen Landesherrn, sondern finanzkräftigen Investoren bedeicht wurden. Diese erhielten vom jeweiligen Landesherrn vor allem ab dem 17. Jahrhundert in einem Oktroy das Recht, auf eigene Kosten Eindeichungen vorzunehmen. Um für das übernommene wirtschaftliche Risiko einen finanziellen Ausgleich zu bekommen, waren in dem Oktroy auch weitere Vertragsbedingungen festgehalten, wie z. B. die eigene Verwaltungs-, Steuer- und Gerichtsfreiheit, aber auch der Anspruch, in dem neu entstehenden Vorland in der Zukunft weitere Eindeichungen vorzunehmen.

### Oktroyierte Verfassung
Eine Reihe von Verfassungen des 19. Jahrhunderts in Deutschland waren oktroyiert: Sie wurden einseitig vom Monarchen erlassen („geschenkt“, auferlegt) und entstanden nicht durch Vereinbarung mit einer Stände- oder Volksvertretung. Sie gehören in die Epoche des Konstitutionalismus in der Verfassungsgeschichte. Damals nach dem Wiener Kongress sollten, auf der Grundlage der Deutschen Bundesakte, Verfassungen erlassen werden (Art. XIII: „In allen Bundesstaaten wird eine landständische Verfassung stattfinden.“).
Späte Beispiele für oktroyierte Verfassungen waren die österreichische Verfassung von 1849, die preußische Verfassung von 1848 und die japanische Meiji-Verfassung von 1889. Allerdings mussten Monarchen sich auch an Oktroyierte Verfassungen halten. Geändert werden konnte die Verfassung nur auf dem Wege, den die Verfassung dazu selbst vorsah.
Bekannte historische Beispiele sind:
- in der Geschichte Deutschlands: Preußische Verfassung (1848/1850)
- in der Geschichte der österreichischen Monarchie: Oktroyierte Märzverfassung (4. März 1849)
- in der Geschichte Frankreichs: Charte constitutionnelle (4. Juni 1814)
- in der Geschichte Italiens: Statuto Albertino (4. März 1848)
- in der Geschichte Spaniens: Statut von Bayona (7. Juli 1808)
- in der Geschichte Polens: Verfassung des Königreichs Polen (27. November 1815)